# Montseveroux
Montseveroux ist eine französische Gemeinde mit 998 Einwohnern (Stand: 1. Januar 2022) im Département Isère in der Region Auvergne-Rhône-Alpes; sie gehört zum Arrondissement Vienne und zum Kanton Roussillon. Die Einwohner werden Montseverois oder Montseveroudères genannt.

## Geografie
Die Gemeinde Montseveroux liegt etwa zwölf Kilometer südsüdöstlich von Vienne am Fluss Varèze. Umgeben wird Montseveroux von den Nachbargemeinden Eyzin-Pinet im Norden, Cour-et-Buis im Osten, Primarette im Südosten, Moissieu-sur-Dolon im Süden, Bellegarde-Poussieu im Süden und Südwesten, La Chapelle-de-Surieu im Südwesten, Monsteroux-Milieu im Westen sowie Chalon und Saint-Sorlin-de-Vienne im Nordwesten.

## Bevölkerungsentwicklung
| Jahr                       | 1962 | 1968 | 1975 | 1982 | 1990 | 1999 | 2006 | 2021 | 2021 |
| Einwohner                  | 444  | 398  | 418  | 522  | 637  | 782  | 843  | 918  | 996  |
| Quellen: Cassini und INSEE |      |      |      |      |      |      |      |      |      |

## Sehenswürdigkeiten
- Kirche Saint-Martin, zwischen 1275 und 1300 erbaut, Monument historique seit 1979
- Burg Montseveroux aus dem 13./14. Jahrhundert
- altes Siechenhaus aus dem 12. Jahrhundert
- zwei Wassertürme

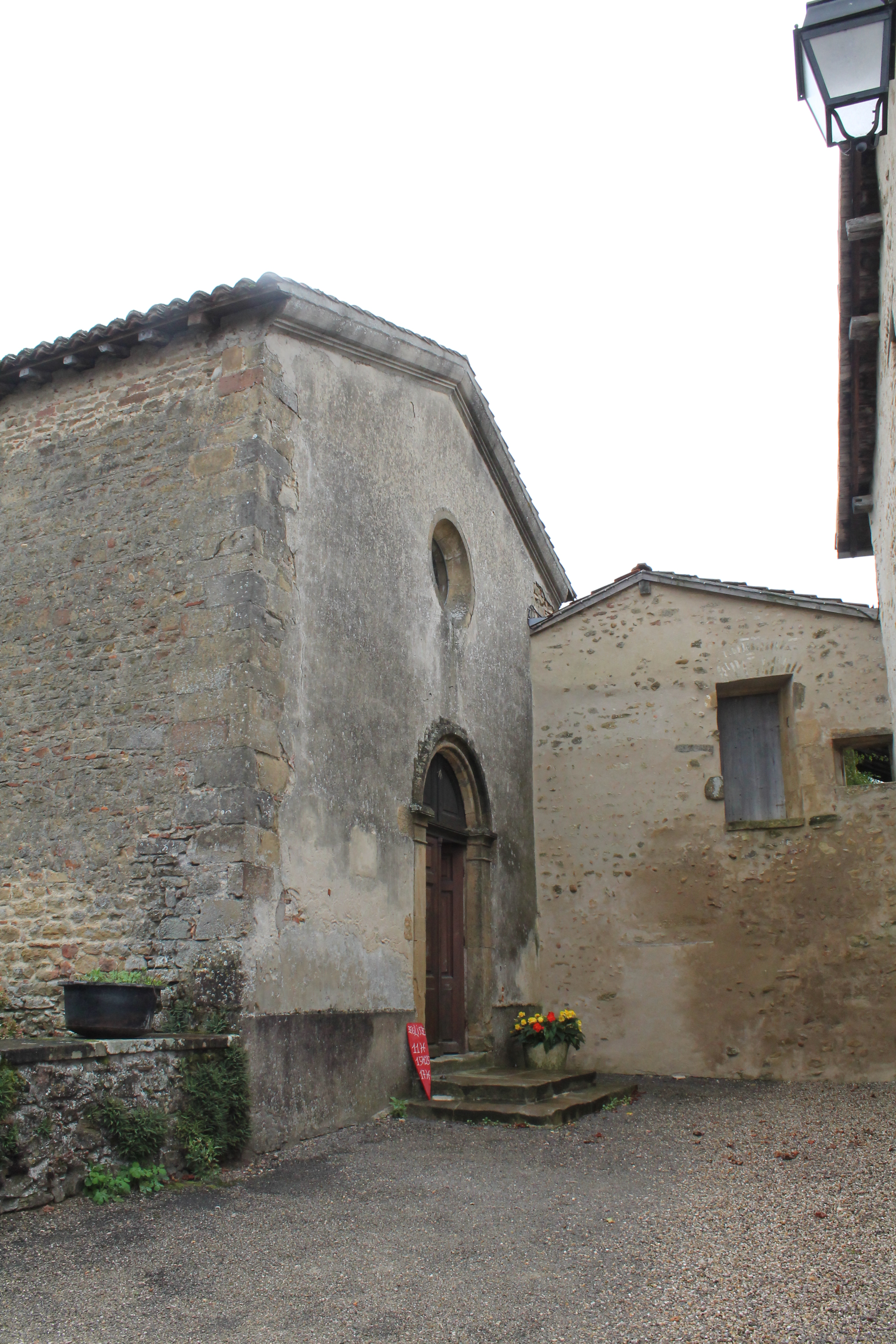
Kirche Saint-Martin
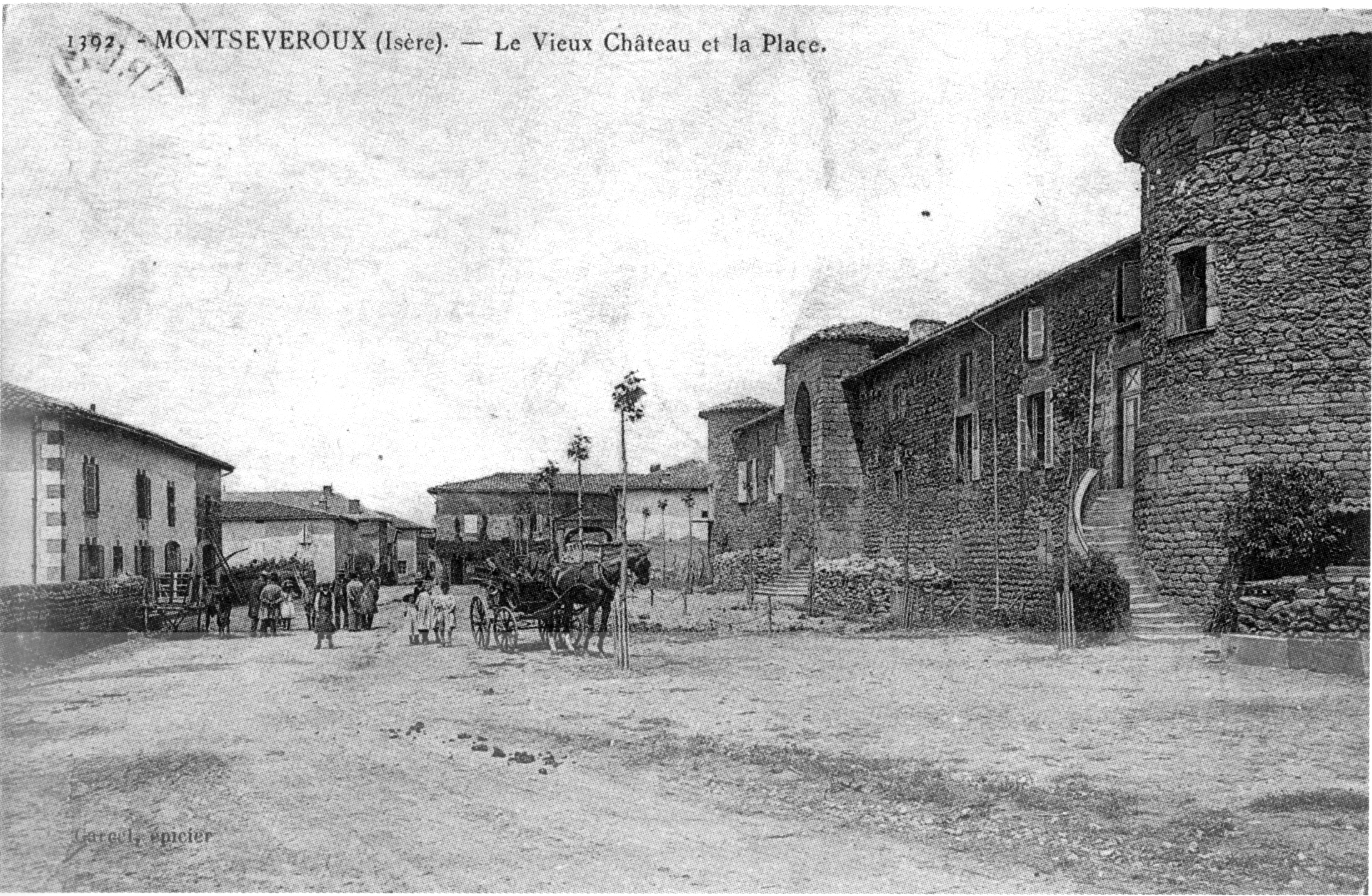
Burg Montseveroux (1912)
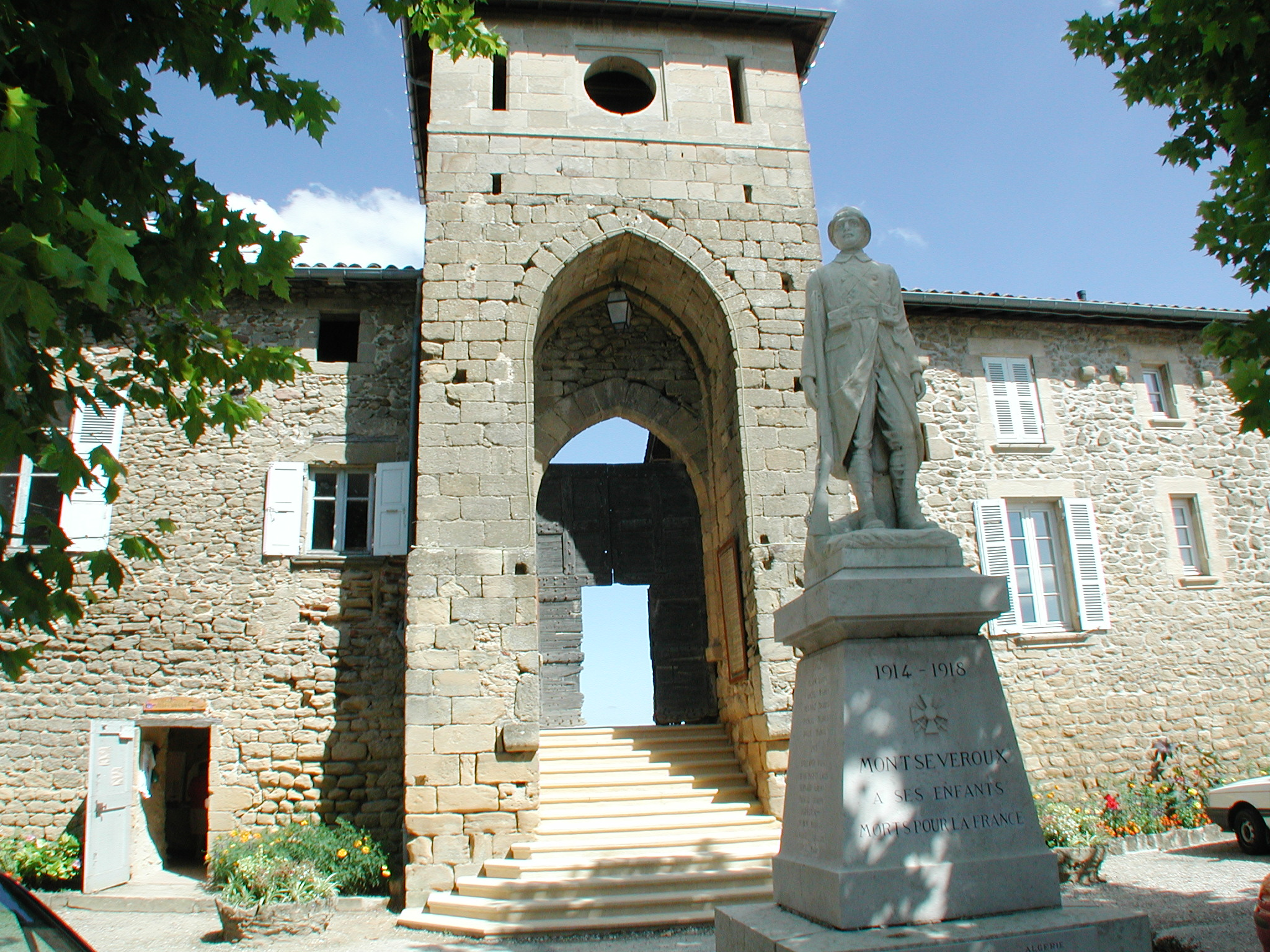
Burgtor